# Nol IK
Nol IK är en fotbollsklubb från Ale kommun. Klubben bildades 1928. Kända spelare som har Nol IK som moderklubb är Thomas Hvenfelt (tidigare Andersson), Niclas Elving och Joakim Olausson.
Säsongen 2024 spelar Nol IK i division 6A Herr.

## Historia
| År                          | Placering | Antal lag | Serietillhörighet                              |
| --------------------------- | --------- | --------- | ---------------------------------------------- |
| VÄSTERGÖTLANDS FF           |           |           |                                                |
| 1932-33                     | 1         | 8         | Klass 3 Götaälvdalsserien                      |
| 1933-34                     | 4         | 8         | Klass 2 Älvsborgsserien Norra                  |
| 1934-35                     | 4         | 8         | Klass 2 Älvsborgsserien Norra                  |
| 1935-36                     | 7         | 10        | Klass 2 Älvsborgsserien Norra                  |
| 1936-37                     | 9         | 10        | Klass 2 Älvsborgsserien Norra                  |
| 1937-38                     | 1         | 10        | Klass 3 Götaälvdalsserien                      |
| 1938-39                     | 6         | 7         | Klass 3 Älvsborgsserien Norra                  |
| 1939-40                     | 3         | 8         | Klass 3 Älvsborgsserien Norra                  |
| 1940-41                     | 4         | 9         | Klass 3 Älvsborgsserien Norra                  |
| 1941-42                     | 6         | 8         | Klass 2 Älvsborgsserien Västra                 |
| 1942-43                     | 6         | 8         | Klass 2 Älvsborgsserien Västra                 |
| 1943-44                     | 2         | 7         | Västgöta-Bohus Serie                           |
| 1944-45                     | 10        | 10        | Klass 2 Älvsborgsserien Västra                 |
| 1946-47                     | 10        | 10        | Division 7 Götaälvdalsserien                   |
| 1947-48                     | 5         | 12        | Division 8 Götaälvdalsserien                   |
| 1948-49                     | 1         | 9         | Division 8 Götaälvdalsserien                   |
| 1949-50                     | 7         | 7         | Division 7 Älvsborgsserien Norra Norra Gruppen |
| 1950-51                     | 1         | 7         | Division 8 Götaälvdalsserien                   |
| 1951-52                     | 3         | 10        | Division 7 Älvsborgsserien Norra               |
| 1952-53                     | 7         | 10        | Division 7 Älvsborgsserien Norra               |
| 1953-54                     | 3         | 10        | Division 7 Älvsborgsserien Norra               |
| 1954-55                     | 5         | 10        | Division 7 Älvsborgsserien Norra               |
| 1955-56                     | 7         | 10        | Division 7 Älvsborgsserien Norra               |
| 1956-57                     | 5         | 10        | Division 7 Älvsborgsserien Norra               |
| 1957                        | 5         | 10        | Division 7 Älvsborgsserien Norra               |
| 1958                        | 1         | 9         | Division 7 Älvsborgsserien Norra               |
| 1959                        | 2         | 10        | Division 6 Elitserien Västra                   |
| 1960                        | 9         | 10        | Division 6 Elitserien Västra                   |
| 1961                        | 5         | 10        | Division 6 Sollebrunnsserien                   |
| 1962                        | 4         | 10        | Division 6 Sollebrunnsserien                   |
| 1963                        | 5         | 10        | Division 6 Sollebrunnsserien                   |
| 1964                        | 5         | 10        | Division 6 Sollebrunnsserien                   |
| 1965                        | 3         | 10        | Division 6 Sollebrunnsserien                   |
| 1966                        | 2         | 10        | Division 6 Sollebrunnsserien                   |
| 1967                        | 8         | 10        | Division 6 Sollebrunn                          |
| 1968                        | 8         | 10        | Division 6 Götaälvdal                          |
| 1969                        | 9         | 10        | Division 6 Göta-Älvdal                         |
| 1970                        | 10        | 10        | Division 6 Göta-Älvdal                         |
| 1971                        | 10        | 10        | Division 6 Göta-Älvdal                         |
| 1972                        | 9         | 10        | Division 6 Göta-Älvdal                         |
| 1973                        | 8         | 9         | Division 6 Göta-Älvdal                         |
| 1974                        | 9         | 10        | Division 6 Göta-Älvdal                         |
| 1975                        | 10        | 10        | Division 6 Göta-Älvdal                         |
| 1976                        | 10        | 10        | Division 6 Göta-Älvdal                         |
| 1977                        | 3         | 10        | Västra Älvsborgs Reserv B                      |
| 1978                        | 10        | 10        | Division 6 Trollhättan                         |
| 1979                        | 2         | 10        | Division 6 Alingsås                            |
| 1980                        | 5         | 10        | Division 6 Trollhättan                         |
| 1981                        | 1         | 10        | Division 6 Trollhättan                         |
| 1982                        | 3         | 10        | Division 5 Älvsborg Nordvästra                 |
| 1983                        | 9         | 10        | Division 5 Älvsborg Västra                     |
| 1984                        | 5         | 9         | Division 6 Trollhättan                         |
| 1985                        | 5         | 9         | Division 6 Trollhättan                         |
| 1986                        | 4         | 10        | Division 6 Trollhättan                         |
| 1987                        | 2         | 10        | Division 6 Trollhättan                         |
| 1988                        | 2         | 12        | Division 6 Alingsås                            |
| 1989                        | 10        | 12        | Division 5 Älvsborg Norra                      |
| 1990                        | 12        | 12        | Division 5 Älvsborg Norra                      |
| 1991                        | 6         | 12        | Division 6 Alingsås                            |
| 1992                        | 1         | 11        | Division 6 Alingsås                            |
| 1993                        | 2         | 12        | Division 5 Älvsborg Nordvästra                 |
| 1994                        | 1         | 12        | Division 5 Älvsborg Norra                      |
| 1995                        | 6         | 12        | Division 4 Västergötland Västra                |
| 1996                        | 10        | 12        | Division 4 Västergötland Västra                |
| 1997                        | 11        | 12        | Division 4 Västergötland Västra                |
| 1998                        | 3         | 12        | Division 5 Älvsborg Norra                      |
| 1999                        | 2         | 12        | Division 5 Älvsborg Västra                     |
| GÖTEBORGS FF                |           |           |                                                |
| 2000                        | 7         | 12        | Division 5 A                                   |
| (Nödinge/Nol IK)            |           |           |                                                |
| 2001                        | 1         | 12        | Division 5 A                                   |
| 2002                        | 7         | 12        | Division 4 Göteborg A                          |
| (Före detta Nödinge/Nol IK) |           |           |                                                |
| 2003                        | 3         | 7         | Division 8 A                                   |
| 2004                        | 1         | 10        | Division 7 D                                   |
| 2005                        | 11        | 11        | Division 6 D                                   |
| 2006                        | 3         | 9         | Division 7 D                                   |
| 2007                        | 5         | 12        | Division 6 D                                   |
| 2008                        | 2         | 12        | Division 6 D                                   |
| 2009                        | 5         | 12        | Division 6 D                                   |
| 2010                        | 7         | 12        | Division 6 D                                   |
| 2011                        | 3         | 12        | Division 6 D                                   |
| 2012                        | 7         | 11        | Division 6 D                                   |
| 2013                        | 2         | 12        | Division 6 D                                   |
| 2014                        | 1         | 11        | Division 6 D                                   |
| Nol IK                      |           |           |                                                |
| 2015                        | 5         | 12        | Division 5A                                    |
| 2016                        | 2         | 12        | Division 5A                                    |
| 2017                        | 7         | 12        | Division 4A                                    |
| 2018                        | 7         | 11        | Division 4A                                    |
| 2019                        |           |           | Division 4A                                    |